# Forcipomyia calcarhelea
Forcipomyia calcarhelea är en tvåvingeart som beskrevs av Wirth 1973. Forcipomyia calcarhelea ingår i släktet Forcipomyia och familjen svidknott.
Artens utbredningsområde är Sri Lanka. Inga underarter finns listade i Catalogue of Life.